# Iasnohirka, Ciudniv
Iasnohirka (în ucraineană Ясногірка) este un sat în comuna Krasnosilka din raionul Ciudniv, regiunea Jîtomîr, Ucraina.

## Demografie
Componența lingvistică a localității Iasnohirka
     Ucraineană (100%)
Conform recensământului din 2001, toată populația localității Iasnohirka era vorbitoare de ucraineană (100%).